# Kuratorskonventet i Uppsala
Kuratorskonventet, KK i dagligt tal, är Uppsalas tretton studentnationers samarbetsorgan. Nationernas ledare har titeln kuratorer och detta gemensamma organ kallas därför Kuratorskonventet. Det bildades år 1831 för att öka samarbetet mellan nationerna och tillvarata deras gemensamma intressen. 
Nationernas kuratorer sammanträder i Kuratorskonventet en gång i månaden under terminstid. Två kuratorer från varje nation har rösträtt, men representanter för många andra studentorganisationer, som studentkårerna, Universitetskyrkan och Studenthälsan, är adjungerade.
I dagsläget finns fyra arvoderade ämbetsmän på Kuratorskonventet. Curator Curatorum (CC) är ordförande och nationernas gemensamma ansikte utåt, och är heltidsarvoderad. Vice Curator Curatorum (vCC), vice ordförande, har övergripande ansvar för myndighetskontakt, frågor gällande mat och dryck på nationerna, samt de sociala evenemang som anordnas inom ramen för konventets verksamhet, och är heltidsarvoderad. vCC är även Ordförande i Klubbmästarkonventet. Custos Pecuniae (CP) är firmatecknare och ansvarig för Kuratorskonventets och de fjorton underkonventens ekonomi. CP har också kontakt med avtalspartners och ansvarar för försäljningen av gästkort, och är halvtidsarvoderad. Kommunikationsansvarig (KA) ansvarar för marknadsföringsfrågor mot externa aktörer och den nationsgemensamma marknadsföringen och kommunikationen, i form av kampanjer och publikationer som Varannan Vatten under Valborg och tidningen Recentior. KA är heltidsarvoderad. Utöver dessa finns en mängd funktionärer som arbetar ideellt, t.ex. ledamöter i Kuratorskonventets styrelse Arbetsnämnden, Jämlikhetsombud, Alkoholkulturansvarig samt olika funktionärer i underkonventen.
Kuratorskonventets presidium utgörs av CC, vCC och CP. KA är inte en del av presidiet, utan är tjänsteman hos Kuratorskonventet. 
KK ger ut tidningarna Recentior och Beginner's guide för universitetets alla recentiorer i början av varje termin. Det är också skapare och var huvudman till Studentradion 98,9.

## Underkonvent
Till Kuratorskonventet hör fjorton underkonvent som samordnar de aktiviteter mellan nationerna som inte ligger på kuratorsnivå. 
- Arkivariekonventet, samarbetsorganet för nationernas arkivarier och antikvarier. Bildades som en utbrytning ur bibliotekariekonventet 1994.
- Bibliotekariekonventet, som samordnar de olika nationsbibliotekens verksamheter och ligger bakom webbplatsen Nationsbibliotek.se. Konventet har funnits sedan 1962. Detta konvents historia finns beskriven i boken I böckernas tjänst - Bibliotekariekonventet i Uppsala 1962-2002, Uppsala 2002.
- Fanbärarkonventet, samordnar de olika nationernas fanbärares representation vid bland annat universitetets högtider.
- Idrottskonventet, samordnar nationernas idrottsföreningars verksamheter. Ordnar även olika cuper och serier mellan nationslagen.
- Internationella konventet, är ett samarbetsorgan för nationernas internationella sekreterare och samverkar även med andra studentorganisationer. Målet är att bereda universitetets utbytesstudenter en så bra tid i Uppsala som möjligt.
- Klubbmästarkonventet, syftar till att samordna tredje kuratorers och andra heltidsanställdas arbete inom mat- och utskänkningsområdet. Gemensamma inköp och kurser för nationernas klubbverkare ingår också i konventets arbetsuppgifter.
- Körkonventet, ett forum för nationernas körer. Arrangerar bland annat Nationskörsfestivalen.
- Marskalkskonventet, samordnar verksamheten för nationernas marskalkar. Är det konvent som syns mest utåt i officiella sammanhang. Nationernas marskalkar deltar vid olika högtidliga tillfällen vid universitetet och den egna nationen. Återkommande uppdrag för universitetets räkning är recentiorsmottagningen, professorsinstallationer, doktorspromotioner, statsbesök med mera.
- Orkesterkonventet, samarbetsorgan för Uppsalas studentorkestrar. Anordnar lokala orkesterarrangemang, kurser, samt håller kontakten med Sveriges övriga studentorkestrar. Orkesterkonventet deltar i arrangerandet av Studentorkesterfestivalen (STORK) de år den går i Uppsala.
- Recentiorskonventet, samordnar nationernas verksamhet för recentiorer.
- Teaterkonventet, en paraplyorganisation för alla nationernas teater- och spexgrupper.
- Stipendiekonventet, samordnar nationernas stipendieverksamhet främst gentemot universitetet. Fungerar även som forum för nationernas stipendieansvariga. Stipendiekonventet tillsätter Wallmarks och Wirsells allmänna stipendier efter förslag från universitetet.
- Tidningskonventet, är nationstidningarnas samarbetsorgan. Konventet verkar som en plattform för idéutbyte mellan Uppsalas studenttidningar och grundades 1975 av Tord Elfwendahl.
- Marknadsföringskonventet arbetar för att främja erfarenhetsutbyte och samarbete mellan nationerna i frågor gällande kommunikation, grafiskt skapande och marknadsföring. Konventet fick officiell underkonventsstatus våren 2019 och är Kuratorskonventets yngsta underkonvent.